# Centro Nacional de Danza
El Centro Nacional de la Danza o CND (en francés, Centre national de la danse) es un edificio brutalista ubicado en Pantin, en el noreste de París (Francia). Fue construido en 1974 como sede administrativa de la ciudad de Pantin. En la actualidad alberga una institución patrocinada por el Ministerio de Cultura francés. En 2004 el edificio fue galardonado con el Prix de l'Équerre d'Argent. Tiene  12 000 m² de superficie.

## Historia
El edificio de estilo brutalista está situado entre la rue Victor Hugo y el canal de l'Ourcq. En sus inicios fue la sede administrativa de Pantin, un proyecto del que se habló por primera vez en 1938 bajo durante el mandato socialista de Henri Labeyrie.
Fue construido en 1972 como centro administrativo de la ciudad de Pantin con un diseño de Jacques Kalisz, quien por ese entonces no se había graduado como arquitecto. El edificio fue terminado en 1972 e inaugurado en enero de 1973.
Además de los servicios municipales descentralizados, el edificio de Kalisz acogía las oficinas de la Seguridad Social, la Bolsa de Trabajo, los Servicios Tributarios, la Inspección de Trabajo y Mano de Obra, la Orientación Profesional, la Comisaría y Juzgado de Distrito, la Compañía de Agua y las salas de verificación de pesos y medidas, así como diversos servicios municipales incluyendo un centro juvenil o el restaurante del personal. A lo largo de los años, varios departamentos consideraron inadecuados sus locales y algunas administraciones abandonaron el edificio.
Tras perder funciones. el edificio se hizo cada vez más impopular entre la población. En 1999, la ciudad de Pantin lo puso a disposición del Ministerio de Cultura. A cierto punto se consideró incluso demoler el edificio.

## Arquitectura
Por su concepción el edificio ha sido comparado con las Casas del Pueblo surgidas en Rusia tras la revolución de 1905. Según su diseñador, el arquitecto Jacques Kalisz, se trataba de "redescubrir un talante monumental despojado del aspecto académico". Sus principales influencias son el suizo Le Corbusier y el estadounidense Louis Kahn.
En la fachada brutalista hay "una serie de signos simbólicos de inspiración azteca", abstractos y escultóricos que a veces forman logias que señalan la presencia los diferentes servicios servicios (juzgado, comisaría, bolsa de trabajo, seguridad social).
El gran vestíbulo de la entrada es particularmente luminoso y alberga una escalera de doble circulación que comunica los seis pisos del inmueble.

### Transformación en el CND
A principio de los años 2000 Antoinette Robain y Claire Gueysse fueron seleccionadas como arquitectas para retomar la obra de Jacques Kalisz y transformarla en el Centro Nacional de la Danza. PAra la remodelación decidieron  mantener la estructura y los volúmenes originales. La obra comenzó en 2002 y terminó en 2004.
Las arquitectas se centraron en el tratamiento de materiales y colores en el interior del edificio para crear una consistencia horizontal, respetando su apariencia exterior. En particular, se tumbaron las paredes exteriores que separaban al edificio del canal. En la azotea aparece la palabra Dance (o sea Danza) en letras rojas. El proyecto recibió en 2004 el Premio de la Escuadra de Plata.
En cuanto al interior, el CND esta equipado con 13 estudios de danza, tres de los cuales tienen capacidad para el público, una biblioteca multimedia, una cinemateca, una sala de proyecciones, varias salas de conferencias, reuniones y edición, así como una azotea con una vista al este de París. También fue sometido a un importante tratamiento acústico y de iluminación.
Algunos de los artistas que se han presentado en el CND están Claudia Triozzi, Jérôme Bel, Eszter Salamon, Noé Soulier, Anne Nguyen, Philippe Jamet, Myriam Gourfink y Nacera Belaza.

## En la cultura popular
La escena inicial de la película 99 francos (2007) con Jean Dujardin se filmó en la escalera del edificio.

## Galería

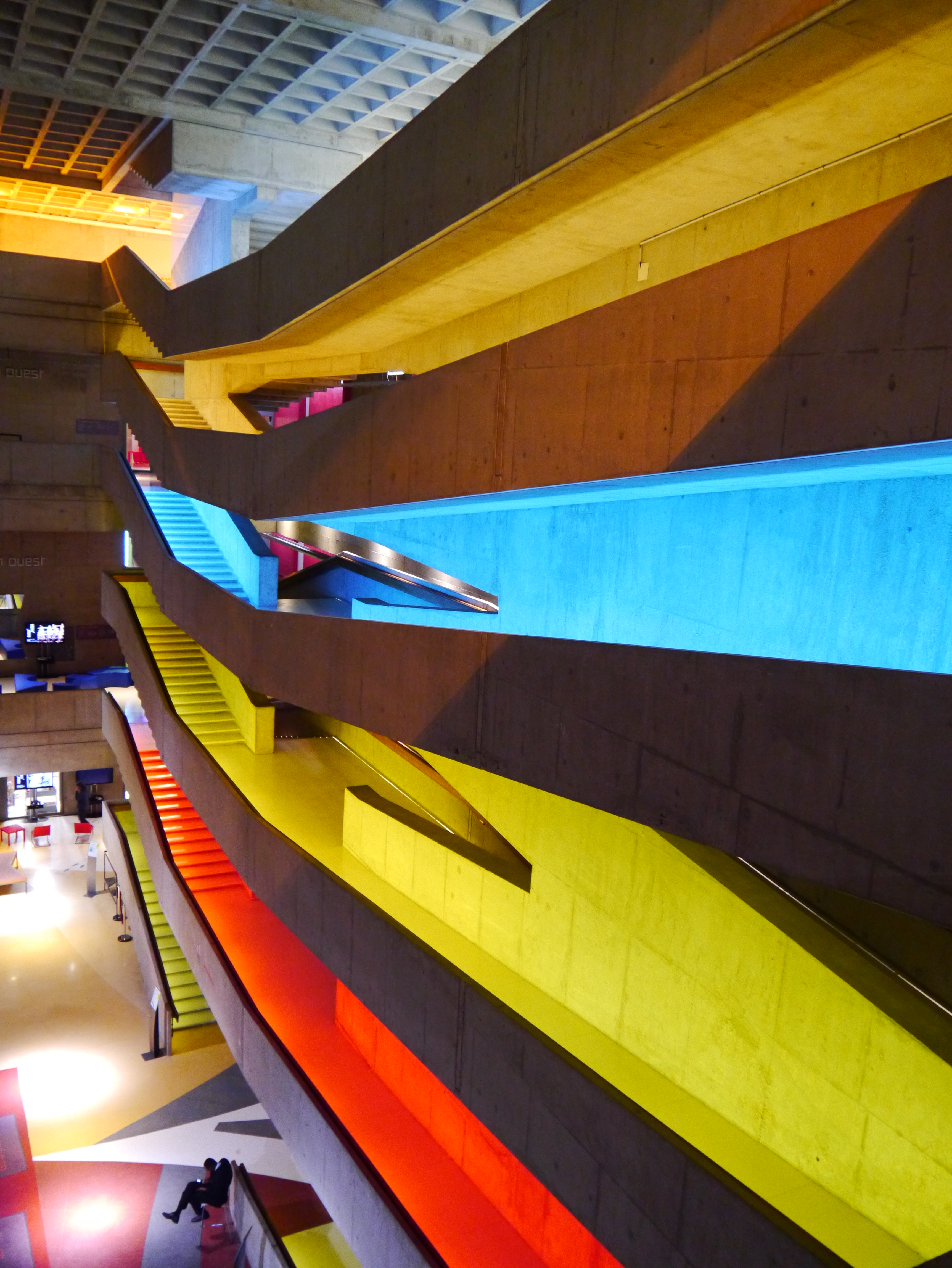
Escaleras principales